# Bremgarten bei Bern
Bremgarten bei Bern ist eine politische Gemeinde im Verwaltungskreis Bern-Mittelland des Kantons Bern.

## Geographie

Historisches Luftbild von Werner Friedli von 1969

Bremgarten liegt rund vier Kilometer nördlich der Schweizer Bundesstadt Bern, mit der es eine gemeinsame Grenze verbindet. Es liegt an den gegen die Aare abfallenden letzten Ausläufern des Frienisbergplateaus. Gegenüber der Stadt Bern im Süden bildet die Aare eine natürliche Grenze. Im Westen und Norden grenzt die Gemeinde an Kirchlindach, im Osten an Zollikofen.
Der Siedlungsraum ist – bedingt durch die Süd- und Osthanglage – auf drei Ebenen terrassenförmig angelegt. Im Birchi öffnet sich der Blick auf die Berner Alpenkette. Auf der mittleren Ebene liegt der eigentliche Dorfkern mit Schulen, Sportplatz, Post und Einkaufsmöglichkeiten. Am Aarelauf liegen die Quartiere Ländli, Seftau und Aarehalde.
Die Kantonsstrasse Kalchackerstrasse verbindet als grosse 40 m über Aareniveau gelegene Hauptachse in westlich-östlicher Richtung den Ortsausgang bei Stuckishaus mit dem Schloss Bremgarten und dient als Verteiler in alle Richtungen, den auch der öffentliche Verkehr in einer direkten 13-minütigen Verbindung über die Felsenaubrücke zum Bahnhof Bern nutzt.

## Geschichte
Die ältere Geschichte von Bremgarten beginnt ums Jahr 1000: Damals entstanden auf der Halbinsel eine Holzburg und, wohl nur wenig später, eine kleine romanische Kirche. Burg, Burgstädtchen und Kirche bildeten in den beiden folgenden Jahrhunderten das Zentrum der mittelalterlichen, 1185 erstmals urkundlich erwähnten Herrschaft der Herren von Bremgarten, die von Wohlen bei Bern bis Worblaufen reichte. Die aufstrebende Stadt Bern zerstörte nach der Schlacht am Dornbühl 1298 Bremgarten, musste aber eine Entschädigung dafür bezahlen. Die verschuldeten Freiherren von Bremgarten verkauften die Herrschaft 1306 an den seit 1180 in Münchenbuchsee residierenden Johanniterorden. Im Zug der Reformation von 1528 gelangte der geistliche Besitz an die Stadt Bern, die 1545 die nunmehr weltliche Herrschaft im ungefähren Umfang der heutigen Gemeinde an Hans Franz Nägeli verkaufte. Dieser wohl bedeutendste Schlossherr von Bremgarten baute die Burg zu einer Schlossanlage im Stil der Zeit um, während die Kirche ihr gotisches Erscheinungsbild aus dem frühen 14. Jahrhundert beibehielt.
Mit einer ersten baulichen Expansion im 18. Jahrhundert begann Bremgartens jüngere Geschichte: Das Schloss Bremgarten wurde neu gebaut, mehrere Landsitze, grössere Bauernhöfe sowie zahlreiche Kleinbauern- und Gewerbehäuser entstanden. Ende des 19. Jahrhunderts setzte mit dem Ausbau der bedeutenden Industrieanlagen in der benachbarten Felsenau ein nächster Wachstumsschub ein, der allerdings zu einer Verschärfung der alten sozialen und wirtschaftlichen Probleme führte.
1946 wollte Bremgarten seine Selbständigkeit aufgeben, doch die Stadt Bern lehnte eine Eingemeindung ab. Eine kräftige Finanzspritze löste in den 1950er Jahren die letzte bauliche Expansion in der nur 1,9 km² grossen Gemeinde aus. In den nächsten Jahrzehnten wurde hier mehr gebaut als in allen Jahrhunderten zuvor. Das bäuerlich-dörfliche Bremgarten wandelte sich zu einer von Einfamilienhäusern und verdichteten Wohnquartieren geprägten Agglomerationsgemeinde. Mit dem Ausbau des Strassennetzes und des öffentlichen Verkehrs, mit dem Bau von grossen Schul- und anderen Gemeindeanlagen wurde auch die Infrastruktur den neuen Verhältnissen angepasst. Zwei Ortsplanungen lenkten die Entwicklung und tragen dazu bei, dass mit der Aarelandschaft, dem Hoger und dem Birchiplateau ausgedehnte, naturnahe Erholungsräume erhalten bleiben.
Bis 1880 hiess die Gemeinde noch Bremgarten Herrschaft (zur Unterscheidung von der im gleichen Jahr mit Kirchlindach fusionierten Gemeinde Bremgarten Stadtgericht). Am 6. Februar 2019 gab der Gemeinderat bekannt, dass er sich finanziell an einer Studie beteiligen wird, welche die Fusion von Bern und Bremgarten (sowie anderen Gemeinden) vorsieht, dies nachdem die Gemeinde im 20. Jahrhundert ihre Selbständigkeit schon einmal aufgeben wollte. Der Gemeinderat kommunizierte auch, dass eine Fusion wohl vor die Stimmbürger käme. Käme die Fusion mit Bern zustande und würden die anderen fusionswilligen Gemeinden (Köniz, Ostermundigen, Muri, Ittigen, Zollikofen, Wohlen, Bolligen, Kehrsatz, Kirchlindach und Frauenkappelen) auch fusionieren, dann wäre Bern mit 240'000 Einwohnern die zweitgrösste Stadt der Schweiz. Aufgrund der Parteienstruktur des Gemeinderats von Bremgarten und des Stadtrats von Bern würden die Bürgerlichen, insbesondere die SVP, bei gleichbleibenden Wahlergebnissen dafür sorgen, dass sich im Stadtparlament von Bern mehr Bürgerliche befinden würden. Im Herbst 2020 sprach sich Bremgarten auf der Ebene Gemeinderat gegen eine Weiterführung der Fusionsverhandlungen mit der Stadt Bern aus.

## Neubrücke
Die älteste Aarebrücke im Raum Bern ist die Neubrücke bei Bremgarten. Sie wurde 1534/35 erbaut. Die mit Ziegeln überdachte Holzbrücke erstreckt sich 93 m über die Aare. Sie verbindet Bremgarten mit der Hauptstrasse 236, die durch den Bremgartenwald nach Bern führt. Die Brücke befindet sich auf Berner und Kirchlindacher Gemeindeboden an der Ortsgrenze von Bremgarten.

## Sehenswürdigkeiten
Das Schloss Bremgarten gilt als Kulturgut gemäss der Haager Konvention und stellt einen wichtigen Teil des ältesten Dorfkerns dar. Weiter dazu gehören die Reformierte Kirche, die im 10. Jahrhundert auf der Aarehalbinsel gebaut wurde, sowie ein Bauernhof und ein Pfarrhaus. Das römisch-katholische Johanneszentrum wurde 1972 an der Johanniterstrasse eingeweiht.

## Politik
Die Exekutive der Gemeinde bildet der siebenköpfige Gemeinderat. In der Legislaturperiode 2016–2019 setzte er sich wie folgt zusammen: 3 FDP, 2 SP, 1 GLP, 1 SVP. Dem Gemeinderat steht der Gemeindepräsident vor, in dieser Legislatur Andreas Kaufmann (GLP). In der Legislaturperiode 2020–2024 setzt sich der Gemeinderat wie folgt zusammen: 2 FDP, 2 SP, 1 Grüne, 1 GLP, 1 SVP. Neuer Gemeindepräsident: Andreas Schwab (SP).
Bei den Gemeinderatswahlen vom 10. Dezember 2023 wurden Stephan Flückiger (FDP), Stefan Geiser (SP), Thomas Stadler (GLP), Andreas Schwab (SP), Brigit Baumberger (Grüne), Ursula Weber-Zbinden (SVP) und Kevin Zeh (SP) gewählt, womit eine Rot-Grüne Mehrheit erreicht wurde (3 SP, 1 Grüne, 1 GLP, 1 SVP, 1 FDP).
Die Stimmenanteile der Parteien anlässlich der Nationalratswahl 2023 betrugen u. a.: SP 26,8 %, GLP 17,1 %, SVP 16 %, Grüne 13,8 %, FDP 11,2 %, Mitte 7,5 %, EVP 2,8 %.

## Wasserversorgung
Bremgarten ist beim Wasserverbund Region Bern angeschlossen.

## Sonstiges
Die als Bremgarten bekannte Rennstrecke, auf der von 1934 bis 1954 der Grosse Preis der Schweiz für Automobile sowie zwischen 1949 und 1954 der Grosse Preis der Schweiz für Motorräder ausgetragen wurde, lag nicht in der Gemeinde Bremgarten, sondern im Bremgartenwald, der zur Stadt Bern gehört.

## Persönlichkeiten
- Jakob Imobersteg (1825–1879), evangelischer Geistlicher, Heimatforscher und Dialektologe
- Adrian Frutiger (1928–2015), Schriftgestalter
- Klaus Wegenast (1929–2006), evangelischer Theologe, Religionspädagoge und ordentlicher Professor für Praktische Theologie, lebte und starb in Bremgarten
- Max Wassmer (1887–1970), Dr. phil. h. c., Mäzen
- Eduard M. Fallet (1904–1998), Wirtschaftswissenschaftler, Musiker, Lokalhistoriker
- Jean-Pierre Bonny (* 1931), Politiker, Stiftungsgründer
- Susanne Bommeli (1951–2011), Unternehmerin, Politikerin
- Corinne Schmidhauser (* 1964), Sportlerin, ehm. Gemeinderätin